# Gouvernement Lamrani IV/Laraki
Monarchie constitutionnelle
Lamrani III Lamrani V
Le gouvernement Mohammed Karim Lamrani IV/Azzeddine Laraki est le 19e gouvernement du Maroc depuis son indépendance en 1955. Formé le 11 avril 1985 avec Mohammed Karim Lamrani comme Premier ministre, il s'est poursuivi à partir du 30 septembre 1986 avec Azzeddine Laraki comme nouveau Premier ministre et a pris fin le 11 août 1992.

## Composition
| Portefeuille                                                                                | Nom                            | Notes |
| ------------------------------------------------------------------------------------------- | ------------------------------ | --- |
| Présidence du Gouvernement                                                                  |                                | |
| Premier ministre                                                                            | Mohamed Karim Lamrani          | 30 septembre 1986 : remplacé par Azzeddine Laraki. |
| Ministres                                                                                   |                                | |
| Ministre d'État                                                                             | M'hamed Bahnini                | |
| Ministre d'État                                                                             | Moulay Ahmed Alaoui            | |
| Ministre de la Justice                                                                      | Moulay Mustapha Belarbi Alaoui | |
| Ministre des Affaires étrangères, de la Coopération et de l'Information                     | Abdellatif Filali              | |
| Ministre de l'Intérieur                                                                     | Driss Basri                    | |
| Ministre de l'Éducation nationale                                                           | Azzedine Laraki                | 12 mars 1986 : nommé vice-Premier ministre. 30 septembre 1986 : nommé Premier ministre en remplacement de Mohammed Karim Lamrani et remplacé par Mohamed Hilali dans l'Éducation nationale. |
| Ministre de la Santé publique                                                               | Taieb Bencheikh                | |
| Ministre des Finances                                                                       | Abdellatif Jouahri             | |
| Ministre délégué auprès du Premier ministre, chargé des Relations avec la CEE               | Azzeddine Guessous             | 30 septembre 1986 : Remplacé par Mohamed Sekkat en tant que Secrétaire d'État aux Affaires étrangères, chargé des Relations avec la CEE.                                                    |
| Ministre du Tourisme                                                                        | Moussa Saâdi                   | |
| Ministre de la Pêche maritime et de la Marine marchande                                     | Bensalem Smili                 | |
| Secrétaire général du gouvernement                                                          | Abbas Kaïssi                   | |
| Ministre de l'Équipement, de la Formation professionnelle et de la Formation des cadres     | Mohamed Kabbaj                 | |
| Ministre des Transports                                                                     | Mohamed Bouamoud               | |
| Ministre des Postes et des Télécommunications                                               | Mohand Laensar                 | |
| Ministre de l'Agriculture et de la Réforme Agraire                                          | Othmane Demnati                | |
| Ministre de la Jeunesse et des Sports                                                       | Abdellatif Semlali             | |
| Ministre délégué auprès du Premier ministre chargé des Affaires économiques                 | Moulay Zine Zahidi             | |
| Ministre des Habous et des Affaires islamiques                                              | Abdelkebir Alaoui M’daghri     | |
| Ministre délégué auprès du Premier ministre chargé du Développement des provinces du Sahara | Khallihenna Ould Errachid      | |
| Ministre délégué auprès du Premier ministre chargé du Plan                                  | Rachidi Ghezaouani             | |
| Ministre de l'Artisanat et des Affaires sociales                                            | Mohamed Abied                  | |
| Ministre de l'Énergie et des Mines                                                          | Mohamed Fattah                 | |
| Ministre du Commerce et de l'Industrie                                                      | Tahar El Mesmoudi              | 22 avril 1987 : Remplacé par Abdellah Azmani. |
| Ministre des Affaires culturelles                                                           | Mohamed Benaïssa               | |
| Ministre de l'Habitat                                                                       | Abderrahmane Boufettas         | |
| Ministre de l'Emploi                                                                        | Hassan Abbadi                  | |
| Ministre délégué auprès du Premier ministre chargé des Relations avec le Parlement          | Taher Afifi                    | 22 avril 1987 : Remplacé par Abdeslam Baraka. |
| Ministre délégué auprès du Premier ministre chargé des Affaires administratives             | Abderrahim Ben Abdejlil        | |